# Thomas Chirault
Thomas Chirault (Corbie, 15 de septiembre de 1997) es un deportista francés que compite en tiro con arco, en la modalidad de arco recurvo.
Participó en dos Juegos Olímpicos de Verano, obteniendo una medalla de plata en París 2024, en la prueba de equipo (junto con Baptiste Addis y Jean-Charles Valladont), y el noveno lugar en Tokio 2020, en la misma prueba.
Ganó una medalla de plata en el Campeonato Mundial de Tiro con Arco al Aire Libre de 2017, dos medallas en el Campeonato Europeo de Tiro con Arco al Aire Libre, en los años 2018 y 2024, y una medalla de oro en el Campeonato Europeo de Tiro con Arco en Sala de 2022.
En los Juegos Europeos de Minsk 2019 obtuvo una medalla de oro en la prueba por equipo (junto con Pierre Plihon y Jean-Charles Valladont).

## Palmarés internacional
| Juegos Olímpicos                 | Juegos Olímpicos          | Juegos Olímpicos | Juegos Olímpicos |
| Año                              | Lugar                     | Medalla          | Prueba           |
| -------------------------------- | ------------------------- | ---------------- | ---------------- |
| 2024                             | París (Francia)           | Medalla de plata | Equipo           |
| Campeonato Mundial al Aire Libre |                           |                  |                  |
| Año                              | Lugar                     | Medalla          | Prueba           |
| 2017                             | Ciudad de México (México) | Medalla de plata | Equipo           |
| Juegos Europeos                  |                           |                  |                  |
| Año                              | Lugar                     | Medalla          | Prueba           |
| 2019                             | Minsk (Bielorrusia)       | Medalla de oro   | Equipo           |
| Campeonato Europeo al Aire Libre |                           |                  |                  |
| Año                              | Lugar                     | Medalla          | Prueba           |
| 2018                             | Legnica (Polonia)         | Medalla de plata | Equipo mixto     |
| 2024                             | Essen (Alemania)          | Medalla de oro   | Equipo           |
| Campeonato Europeo en Sala       |                           |                  |                  |
| Año                              | Lugar                     | Medalla          | Prueba           |
| 2022                             | Laško (Eslovenia)         | Medalla de oro   | Equipo           |